# Кайлас
Кайлас (Кайласа, Кайлаш; деванагарі:कैलाश पर्वत (Kailasa Parvata) — гора в однойменному гірському хребті в системі гір Гандісишань (Трансгімалаї), на півдні нагір'я Тибету в Тибетському автономному районі Китайської Народної Республіки.

## Загальний опис

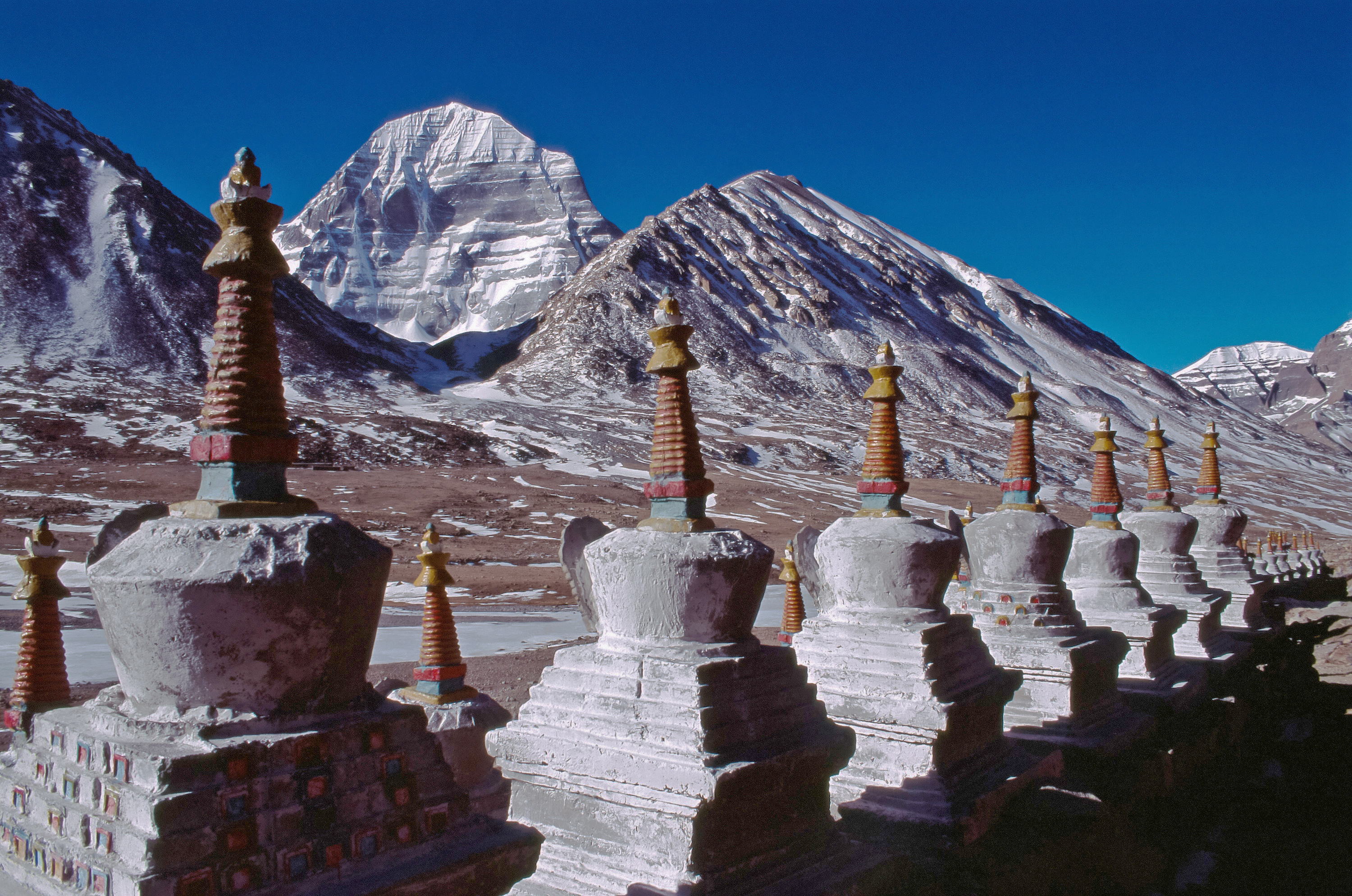
Ступи на північному боці Кайласу

Висота Кайласа досі точно не виміряна, так, наприклад, ченці стверджують, що Кайлас заввишки 6666 м, однак, учені вважають, що вона становить від 6668 до 6714 м. Така відмінність зумовлена тим, що Кайлас із різних причин так і не був підкореним (однією із головних причин є велике духовне значення вершини, як для місцевих жителів, так і для представників багатьох східних культур та релігій), що робить неможливим точне вимірювання. До того ж Гімалайські гори вважаються молодими і висота їх збільшується в середньому з урахуванням а на 0,5-0,6 см за рік. Це не найвища гора в своєму районі, проте вона вирізняється серед інших своєю пірамідальною формою з сніговою шапкою і гранями, зорієнтованими практично точно за сторонами світу.
На південній стороні розміщена вертикальна тріщина, яка приблизно посередині перетинається з горизонтальною. Це нагадує свастику. Кайлас іноді так і називають «Горою Свастики».

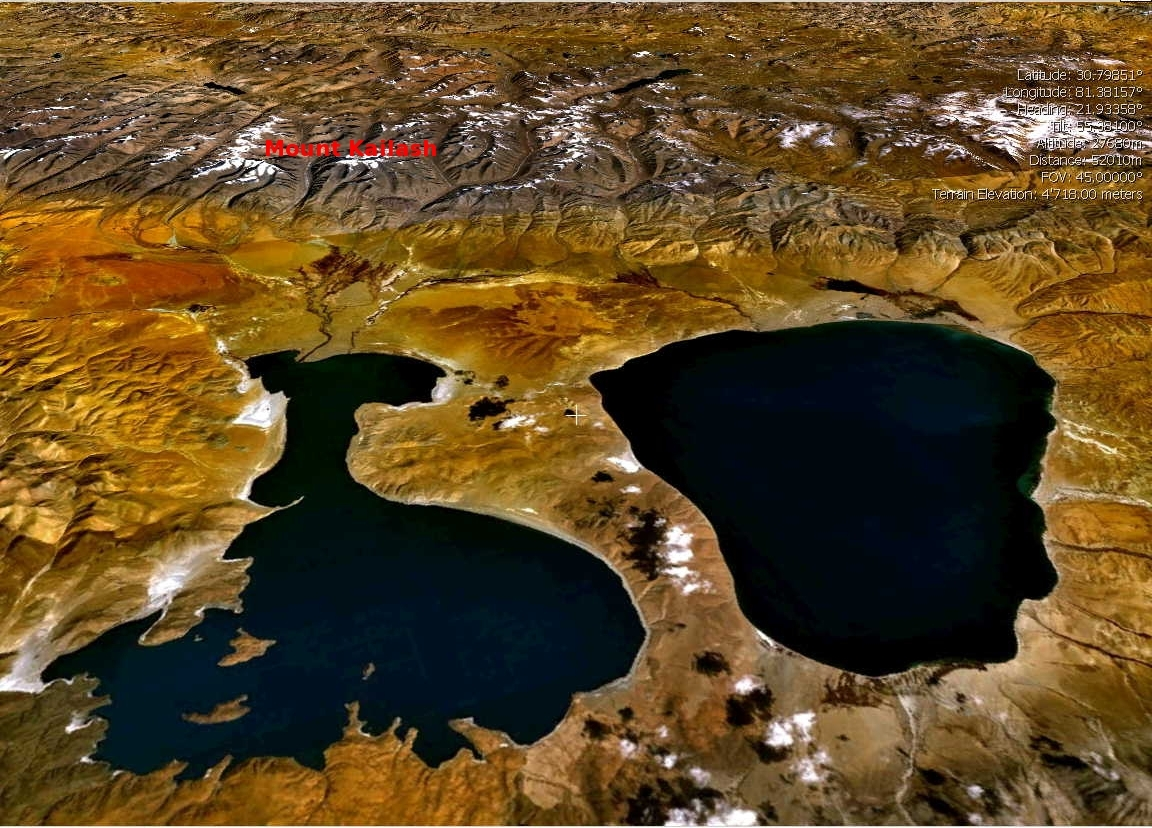
Озеро Ракас (ліворуч) та озеро Манасаровар (праворуч), знаходяться за 30 км від гори.

## Вододіл
Географічне положення Кайласа унікальне: він розміщений у віддаленій, важкодоступній місцевості Західного Тибету і є одним з головних вододілів Південної Азії. У районі Кайласа течуть чотири головні річки Тибету, Індії та Непалу: Інд, Сатледж, Брахмапутра і Карналі.

## Історія підкорення
Кайлас є однією з непідкорених вершин світу. У 1985 році знаменитий альпініст Райнгольд Месснер отримав від китайської влади дозвіл на сходження, але в останній момент відмовився.
Остання спроба підкорити Кайлас відбулася у 2001 році. Іспанська експедиція на чолі з Ісусом Мартіненсом Новасом уже встановила базовий табір біля підніжжя, але ступити на гору так і не змогла. Їм стали на заваді тисячі паломників, що заблокували шлях експедиції. До протестів також долучилися ряд великих міжнародних організацій, зокрема ООН. Далай-лама та мільйони віруючих по всьому світу висловили свій протест щодо підкорення Кайласа. Експедиції довелося поступитися.

## Релігійне значення

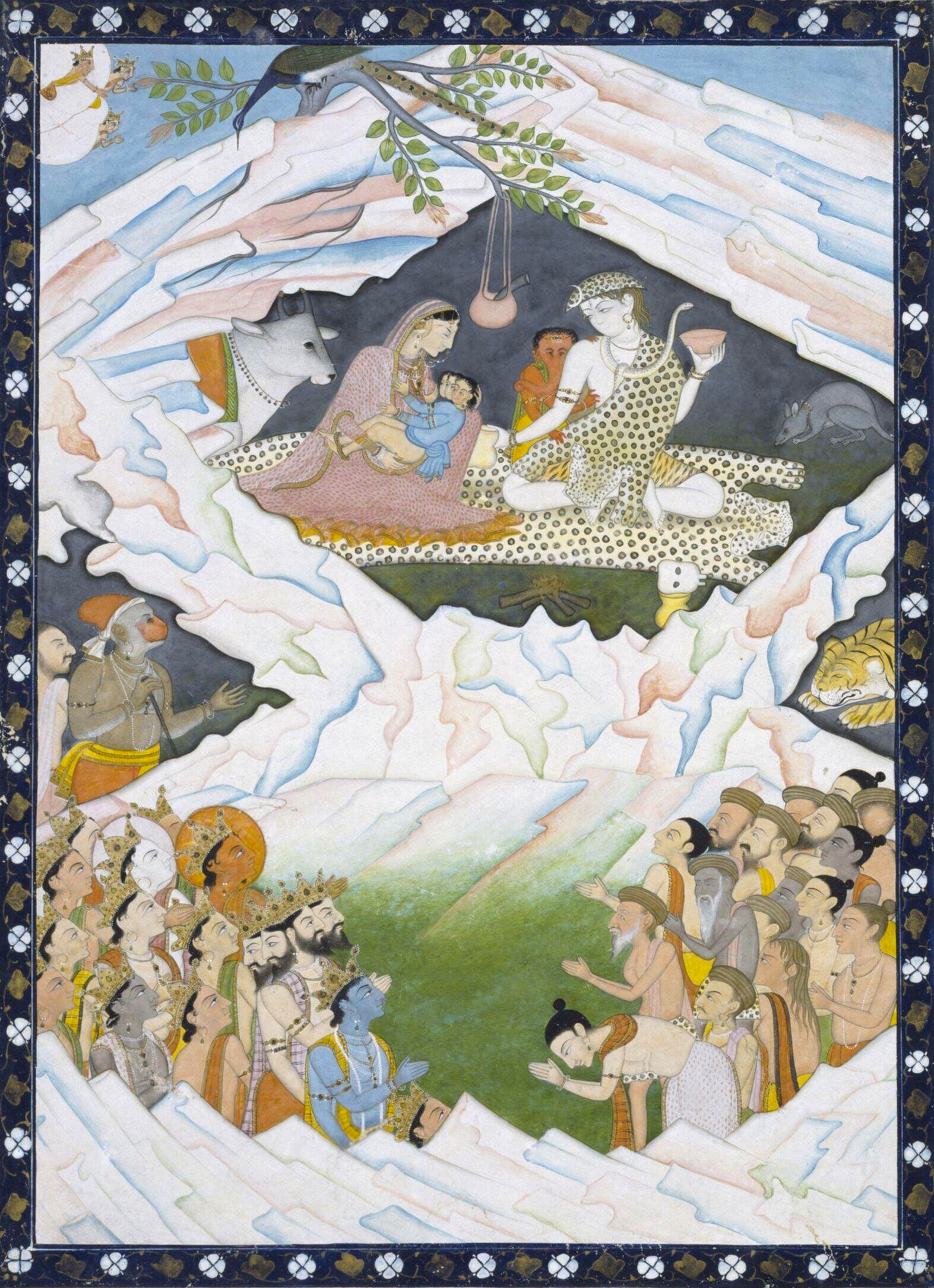
Ілюстрація XVIII ст. показує значення гори Кайлас в індуїстській традиції, зображує священну сім'ю Шиви, яка складається з Шиви, Парваті, Ганеші та Картикея

### В Індуїзмі
Індуїсти вважають, що щпиль Кайласа є відображенням міфічної гори Меру, яка є космологічним центром Всесвіту. Ця гора описується, як фантастична «світова колона» заввишки 84 000 миль, покрита золотом і дорогоцінним камінням. Вона є осердям світобудови — від самого низу (пекла) до самих небес. Згідно з Вішну-пураною, на вершині Кайласа перебуває оселя Шиви, де він сидить у стані вічної медитації разом зі своєю дружиною Парваті. Видимий прояв гори — це фалос могутнього Шиви (Лінгам).

### У Джайнізмі
Джайни вшановують Кайлас, як місце, де їхній перший святий Магавіра досяг мокші.

### У Буддизмі
Буддисти вважають гору місцем перебування Будди в інкарнації Самвара, який вважається еманацією дхьяни — будди Акшобхья. Самвара зображується синім кольором, зазвичай з чотирма обличчями і дванадцятьма руками.
Тисячі паломників і туристів зі всього світу збираються тут щороку під час тибетського релігійного свята Сага Дава, присвяченого Будді Шак'ямуні.

### У Бон
Для послідовників тибетської традиції  Бон гора Кайлас і озеро Манасаровар, біля її підніжжя, є серцем стародавньої країни Шангшунг (Zhang Zhung), де зародився Бон. Кайлас, який в Бон називається Юнгдрунг Гу Це (Yungdrung Gu Tse / Дев'ятиповерхова Гора Свастики), — це душа всього Бон, осередок життєвої сили і головного принципу «Дев'яти Шляхів Бона». Тут засновник релігії небожитель Тонпа Шенраба спустився з небес на землю.

## Цікаві факти
У районі гори Кайлас можна побачити численні так звані «Дзеркала Тибету», головне з яких — «Головне дзеркало часу». З наукової точки зору «дзеркала» — це скельні утворення, які виникли внаслідок вивітрювання. «Дзеркала» Тибету мають велетенські розміри — наприклад, відоме дзеркало «Дім Щасливого Каменю» близько 800 метрів заввишки. З півночі до цього дзеркала примикає ще одне, висотою 350 метрів.
Кайлас є єдиною горою на планеті з формою правильної 4-гранної піраміди, схили якої орієнтуються точно за сторонами світу. Округла вершина гори вкрита шапкою вічної криги, яка сяє на сонці наче гігантський кристал. Кайлас «сидить» в центрі відкритого «пуп'янку» 8-пелюсткового лотоса, який утворюють навколо химерно вигнуті скелі фіолетового кольору.
Кожен схил Кайласа прийнято називати «обличчям». Південний схил від підніжжя і до самої вершини прорізаний по центру прямою ущелиною. Шаруваті тераси на її стінах утворюють величезні кам'яні сходи. Захід сонця супроводжується химерною грою тіней, яка породжує гігантську свастику (сонцеворот) на південній стороні гори. Найдавніший символ Духовної Сили можна побачити за десятки кілометрів. Схожу свастику можна побачити на вершині гори. Її утворюють хребти Кайласа і русла витоків 4-х великих азійських річок: Інд — на півночі льодовикової шапки, Карналі (притока Гангу) — на півдні, Брахмапутра — на сході, Сатледж — на заході.
Вважається, що в районі Кайласу збереглися дві печери — одна явна і одна прихована, де медитував величний йогін Міларепа.
Прочани, що відвідують гору Кайлас, стверджують, що під час сходу та заходу сонця на схилах гори, внаслідок «гри тіней», утворюється великий символ свастики (лівої та правої)[джерело?].